# Terveet Kädet
Terveet Kädet és un grup de punk hardcore finlandès que es va fundar a Tornio el gener de 1980. Ha tingut una notable influència en bandes d'arreu del món fins al punt que Max Cavalera, el cantant de Sepultura i Soulfly, ha mencionat Terveet Kädet com un dels seus grups preferits.
La formació de Terveet Kädet ha canviat diverses vegades al llarg dels anys, i el cantant Veli-Matti «Läjä» Äijälä és l'únic membre permanent. Svart Records va publicar la discografia completa de la dècada del 1980, TK Pop 1980-1989, el 2019.

## Discografia

### Àlbums d'estudi
- Terveet Kädet  (LP, Propaganda Records, 1983)
- Black God (LP, Propaganda/R-O-R licence Germany), 1984)
- The Horse (LP, 1985; Power It Up, 2006)
- Sign of the cross (CD, A.A.R., 1995)
- Doomed Alien Race (CD, A.A.R., 1997)
- The Ultimate Pain (CD, Solardisk, 1999)
- Non Ultra Descriptica (CD, Solardisk, 2000)
- Ihmisen poika, pedon poika (CD, Longplay Music/Kämäset levyt, 2009)
- Musta hetki (CD & LP, Longplay Music, 2012)
- Lapin helvetti (CD & LP, Svart Records/SPHC, 2015)[4]
- Kaikki kaikkia vastaan (CD & LP, Svart Records, 2023)[5]